# Чатрня
45°18′ пн. ш. 15°33′ сх. д. / 45.30° пн. ш. 15.55° сх. д.
Чатрня (хорв. Čatrnja) — населений пункт у Хорватії, в Карловацькій жупанії у складі громади Крняк.

## Населення
Населення за даними перепису 2011 року становило 133 осіб.
Динаміка чисельності населення поселення: